# Narimanovsky (huyện)
Huyện Narimanovsky (tiếng Nga: ? райо́н) là một huyện hành chính tự quản (raion), của Tỉnh Astrakhan, Nga. Huyện có diện tích 5557 kilômét vuông, dân số thời điểm ngày 1 tháng 1 năm 2000 là 44800 người. Trung tâm của huyện đóng ở Narimanov.